# Andorra op de Olympische Winterspelen 1998
Tijdens de Olympische Winterspelen van 1998, die in Nagano (Japan) werden gehouden, nam Andorra voor de zevende keer deel.

## Deelnemers en resultaten
(m) = mannen, (v) = vrouwen 

### Alpineskiën
| Olympiër          | Discipline       | Resultaat | Prestatie                                         |
| ----------------- | ---------------- | --------- | ------------------------------------------------- |
| Gerard Escoda (4) | slalom (m)       | DNF-1     | run 1: opgave                                     |
| Gerard Escoda (4) | reuzenslalom (m) | DNF-2     | run 1: 1.25,23 run 2: opgave                      |
| Victor Gómez (3)  | super g (m)      | DNF       | opgave                                            |
| Victor Gómez (3)  | slalom (m)       | DNF-1     | run 1: opgave                                     |
| Victor Gómez (3)  | reuzenslalom (m) | DNF-2     | run 1: 1.25,07 run 2: opgave                      |
|                   |                  |           |                                                   |
| Vicky Grau (3)    | slalom (v)       | 19e       | run 1: 48,41 run 2: 49,28 totaal: 1.37,69 (+5,29) |
| Vicky Grau (3)    | reuzenslalom (v) | DNF-1     | run 1: opgave                                     |

Amerikaanse Maagdeneilanden · Andorra · Argentinië · Armenië · Australië · Azerbeidzjan · België · Bermuda · Bosnië en Herzegovina · Brazilië · Bulgarije · Canada · Chili · China · Chinees Taipei · Cyprus · Denemarken · Duitsland · Estland · Finland · Frankrijk · Georgië · Griekenland · Groot-Brittannië · Hongarije · Ierland · IJsland · India · Iran · Israël · Italië · Jamaica · Japan · Joegoslavië · Kazachstan · Kenia · Kirgizië · Kroatië · Letland · Liechtenstein · Litouwen · Luxemburg · Macedonië · Moldavië · Monaco · Mongolië · Nederland · Nieuw-Zeeland · Noord-Korea · Noorwegen · Oekraïne · Oezbekistan · Oostenrijk · Polen · Portugal · Puerto Rico · Roemenië · Rusland · Slovenië · Slowakije · Spanje · Trinidad en Tobago · Tsjechië · Turkije · Uruguay · Venezuela · Verenigde Staten · Wit-Rusland · Zuid-Afrika · Zuid-Korea · Zweden · Zwitserland